# Abel Antón
Abel Antón Rodrigo (Ojuel, Cabrejas del Campo, Soria, 24 de octubre de 1962) es un exatleta y político español. Como deportista, fue especialista en carreras de fondo, primero en 5000 y 10 000 m, y posteriormente en el maratón, prueba en la que fue dos veces campeón mundial. Fue senador por el Partido Popular en la etapa desde 2011 hasta 2015.

## Biografía
Nació el 24 de octubre de 1962 en Ojuel, Soria. Al terminar su jornada laboral en una fábrica de embutidos, cercana a su domicilio, iniciaba sus sesiones de entrenamiento. Comenzó a correr en pruebas de campo a través junto a Antonio Prieto.
Campeón de Europa de 10.000 m lisos y doble campeón mundial de atletismo de Atenas 1997 y Sevilla 1999 en la prueba de maratón. Se pasó al maratón tras los Juegos Olímpicos de Atlanta 96. Ha ganado 5 de los 8 maratones que ha disputado. Tras los Juegos Olímpicos de Sídney 2000 se retiró del atletismo a la edad de 38 años. Su entrenador era Enrique Pascual. Su club era Reebok.
Ha sido concejal de deportes de Soria con el Partido Popular. Desde diciembre de 2011 es senador por el Partido Popular, tras ser número dos de lista en Soria
Casado con Belén Corredor, tiene dos hijos (Tatiana y Daniel). Actualmente comparte la dirección de una tienda de deportes con Fermín Cacho en Soria llamada Antón&Cacho.

## Palmarés
Internacional
- 2 veces Campeón del Mundo de Maratón 
  - Atenas 1997 2h13:16.
  - Sevilla 1999 2h13:36.
- Medalla de Oro en 10.000 metros en el Campeonato de Europa de Helsinki (1994)
  - Helsinki 1994 28:06.03
- Medalla de Bronce en 5000 metros en el Campeonato de Europa (1994)
  - Helsinki 13:38.04
- Medalla de Plata en 3.000 m en el Campeonato de Europa de Pista Cubierta (1989)
  - La Haya 1989 7:51.88
- Primer puesto en la superliga en la prueba de 10.000m Praga 1987)
  - Praga 1987 28:46.65
- Tercer puesto en la superliga en la prueba de 5000 m Roma 1993
  - Roma 1993 13:31.25
- Medalla de Bronce en los Juegos del Mediterráneo en la prueba de 5000 m Latavkia (1987) 	
  - Latakia 1987 13:48.26
- Medalla de Oro en el Campeonato Iberoamericano en la prueba 5000 m La Habana (1986)	
  - La Habana 1986 13:49.76

Nacional
- 3 veces Campeón de España de 5000 m .(1991, 1992 y 1993)
  - 1991 13:36.87
  - 1992 13:38.57
  - 1993 13:44.16
- Campeón de España de 10.000 m (1994)
  - 28:36.97
- Campeón de España junior de cross (1981)
- Campeón de España junior de 5000 metros (1981)

Maratón
- Campeón del Maratón de Londres (1998) con una marca de 2h07:57
- Campeón del Maratón de Berlín (1996) con una marca de 2h09:15
- Campeón del Maratón de Kyongju (Corea) (1997) con una marca de 2h12:37
- Campeón del Medio Maratón 'Ciudad de Barcelona' (2000)
- Campeón del Medio Maratón Azcoitia-Azpeitia (1998)
- 3.º en el Maratón de Londres (1999) con una marca de 2h09:41
- 4º en el Maratón de Fukuoka (Japón) (1997)

### Sus mejores marcas en maratón
- 2h.07:57 (Londres, 1998)
- 2h.09:15 (Berlín, 1996)
- 2h.09:41 (Londres, 1999)
- 2h.10:27 (Fukuoka, Japón, 1997)
- 2h.12:37 (Kyong-Ju, Corea del Sur, 1997)
- 2h.13:16 (Atenas, Grecia, 1997)

### Mundial del Pollo (Chodes, Zaragoza, España)
- Segundo puesto en la Mundial del Pollo de Chodes (Zaragoza, España)[3] en la prueba de 120 vueltas (a una plaza de 90m de cuerda) 1985

## Trayectoria Deportiva
- 1981 – Campeón de España junior de cross

– Campeón de España junior de 5000 metros
- 1987 – Campeón de Europa de 10.000 m en Pista Cubierta

– Medalla de Plata en 5000 m en el Campeonato de Europa Pista Cubierta (1987)
- 1991 – Campeón de España de 5000 m
- 1992 – Campeón de España de 5000 m
- 1993 – Medalla de Bronce en 5000 m en el Campeonato de Europa de Pista Cubierta

– Campeón de España de 5000 m
- 1994 – Campeón de Europa de 10.000 m en Helsinki

– Medalla de bronce en el Campeonato de Europa de 5000 m
– Campeón de España de 10.000 m
- 1996 – Campeón del Maratón de Berlín (2.09:15)
- 1997 – Campeón del Mundo de Maratón en Atenas (2.13:16)

– Campeón del Maratón de Kyongju (Corea)
– 4º en el Maratón de Fukoka (Japón)
- 1998 – Campeón del Maratón de Londres (2.07:57)

– Campeón del Medio Maratón Azcoitia-Azpeitia
- 1999 – Campeón del Mundo de Maratón en Sevilla (2.13:36)

– Premio Nacional del Deporte Felipe de Borbón
– 3.º en el Maratón de Londres
- 2000 – 1.º Medio Maratón 'Ciudad de Barcelona' (1h.03:11)

– 1.º en 3000 metros (7.46.08) en el Gran Prix de Oslo
– 15.º en el Cross Internacional de Muguerza
– 53.º en maratón en los Juegos Olímpicos de Sídney 2000

## Sus mejores marcas
- 1.500 metros: 3'37"05 (18-09-85)
- 5000 metros: 13'15"17 (30-08-94)
- 10.000 metros: 27'51"37 (05-08-95)
- Maratón: 2h.07'57" (26-04-98)

## Honores y galardones
- Medalla de Oro de la Real Orden del Mérito Deportivo (1996).
- Mejor atleta español en el año 1994.
- Premio Príncipe de Asturias de los Deportes 1997 con el equipo español de maratón.
- Premio Nacional del Deporte Felipe de Borbón (1999).
- Premio Castilla y León del Deporte 2004.